# Dō maru
La dō maru (胴丸) è la una delle tipologie "classiche" di corazza giapponese, in uso prima dell'introduzione nel Sol Levante delle armi da fuoco occidentali.

Composta da un insieme di cuoio, metallo laccato e stoffa (fond. seta) in quantità variabili, veniva allacciata sul lato destro del guerriero. Apparato difensivo leggero, veniva utilizzato per gli scontri appiedati.